# Бескозобово
Бескозо́бово (рос. Бескозобово) — село у складі Голишмановського міського округу Тюменської області, Росія.
Населення — 327 осіб (2010, 380 у 2002).
Національний склад станом на 2002 рік:
- росіяни — 92 %